# Cantonul La Motte-du-Caire
Cantonul La Motte-du-Caire este un canton din arondismentul Forcalquier, departamentul Alpes-de-Haute-Provence, regiunea Provence-Alpes-Côte d'Azur, Franța.

## Comune
- Le Caire
- Châteaufort
- Clamensane
- Claret
- Curbans
- Melve
- La Motte-du-Caire (reședință)
- Nibles
- Sigoyer
- Thèze
- Valavoire
- Valernes
- Vaumeilh